# کمیسیون راجرز

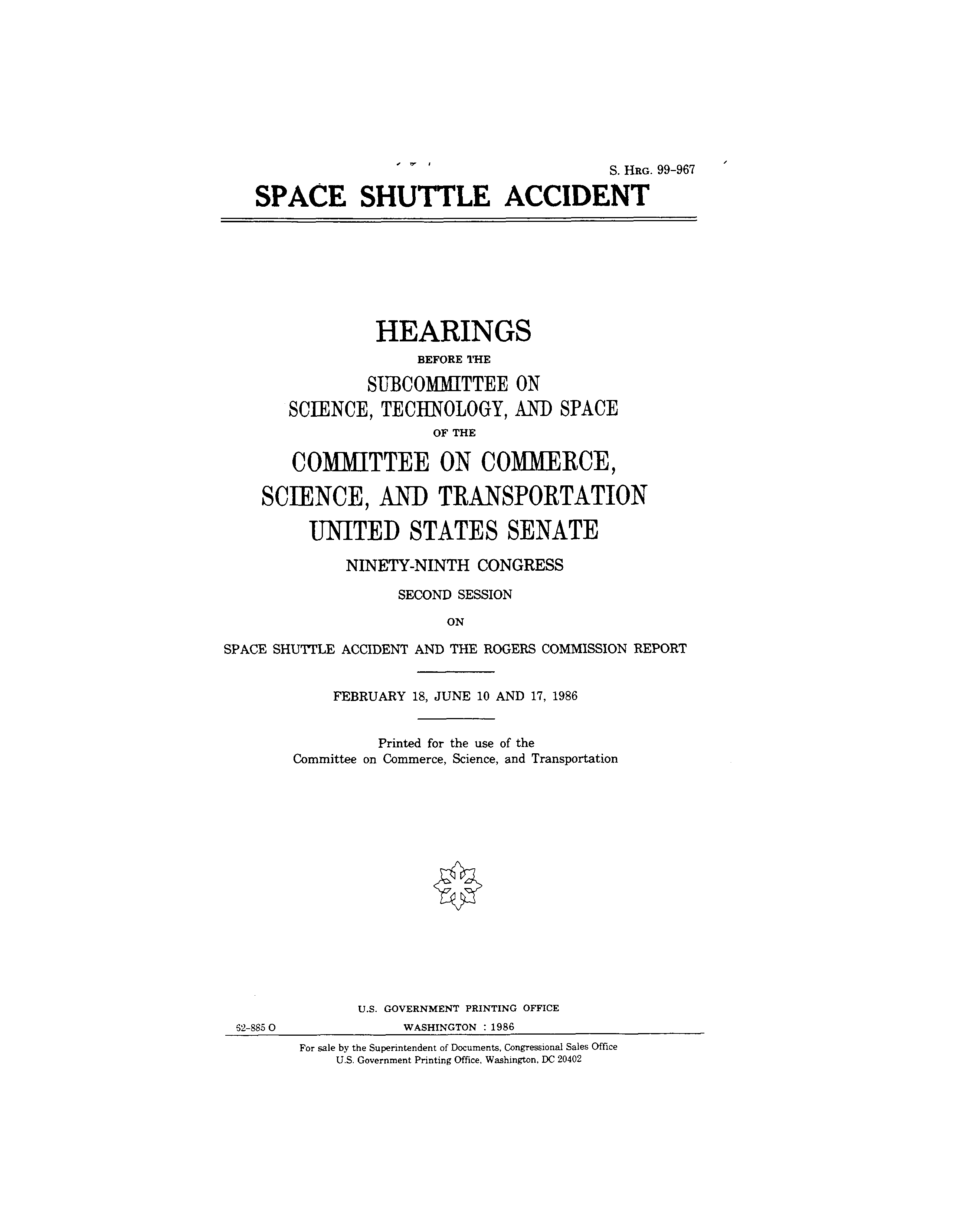
صفحه اول گزارش کمیسیون به کنگره آمریکا

کمیسیون راجرز،۰یک هیئت ریاست جمهوری بود که از سوی رونالد ریگان به بررسی فاجعه انفجار شاتل چلنجر در طول دهمین ماموریتش با شماره STS-51-L گماشته شده بود. این کمیسیون گزارشش را در ۹ ژوئن ۱۹۸۶ به ریگان تسلیم کرد. در این به شرح علت انفجار شاتل ۷۳ ثانیه پس از پرتاب پرداخته بود و ناسا را به تمهید ویژگی‌های ایمنی جدید در شاتل‌ها و بهبود مدیریت سازمانی‌اش برای ماموریت های آینده تشویق می‌کرد.

## اعضای کمیسیون

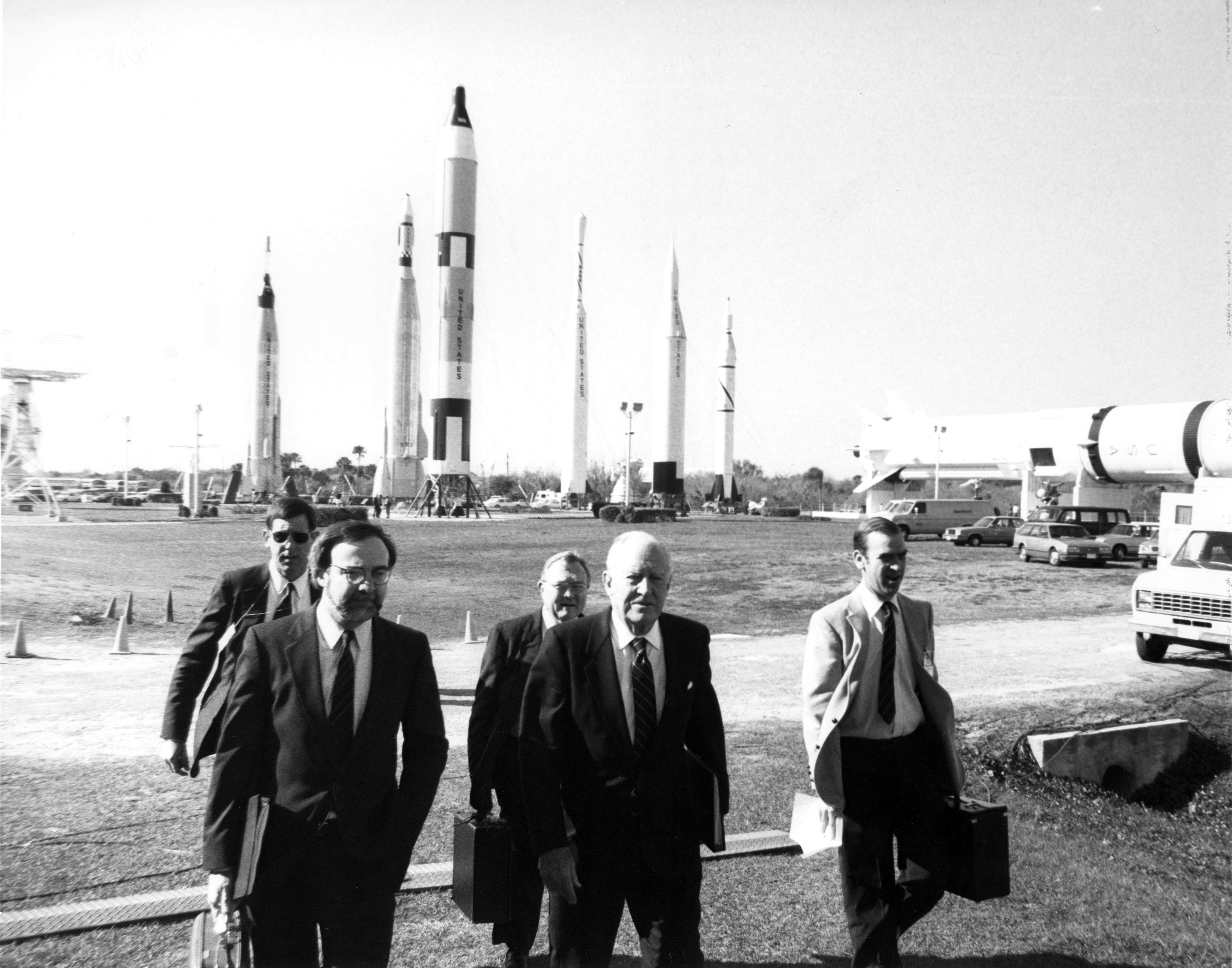
اعضای کمیسیون راجرز هنگام ورود به مرکز فضایی کندی.

ویلیام پی راجرز رئیس این کمیته بود. ریچارد فاینمن، فیزیکدان برنده جایزه نوبل هم از اعضای این کمیته بود.